# هيل نيلسون
هيل نيلسون (بالسويدية: Hille Nilsson)‏ هو لاعب تنس الطاولة سويدي، ولد في 26 يونيو 1905، وتوفي في 21 أبريل 1961.